# ティベリウス・センプロニウス・グラックス・マイヨル
ティベリウス・センプロニウス・グラックス（ラテン語: Tiberius Sempronius Gracchus、 紀元前217年頃 - 紀元前154年）は共和政ローマ時代の政務官。プレプス系センプロニウス氏族、グラックス兄弟の父親で、同名の子と区別するために「グラックス・マイヨル（ラテン語: Gracchus Maior、大グラックス）」と称される。先祖にティベリウス・センプロニウス・グラックス (紀元前238年の執政官)がいる。

## 経歴

### 早期のキャリア
紀元前204年、死去したマルクス・ポンポニウス・マトの後継アウグル（鳥卜官）に選出されている。
紀元前190年、ローマ・シリア戦争中、ルキウス・コルネリウス・スキピオ・アシアティクスが兄スキピオ・アフリカヌスの助言によって、後顧の憂いを断つためピリッポス5世に使者を送ることになった。グラックスは最も聡明でエネルギッシュな若者として選ばれ、アンフィサからペラまで3日で駆け抜けると、ピリッポスがローマに味方することを確認した。
紀元前185年、ピリッポスがマケドニア王国再興の動きを見せたため、グラックスとマルクス・バエビウス・タンピルス、クィントゥス・カエキリウス・メテッルスの3人が周辺諸国との調停のため派遣された。

### クルスス・ホノルム
紀元前184年、護民官に当選した。在職中スキピオ・アフリカヌスに非難が集中する中で、グラックスはそれまで対立のあったスキピオを救うため二度拒否権を行使したと伝えられている。一度目はスキピオが弾劾裁判を病気を理由に欠席し、兄弟のアシアティクスが上訴して裁判の延期を願った時で、グラックスはスキピオのこれまでの国家への貢献をあげてそれを認めるように訴えた。グラックスは私情よりも国家を優先させたとして、元老院から非常に感謝されたという。二度目は、アシアティクスが横領の咎で告発され、彼の財産を売却して返還に応じない限り投獄すべしと決定された時で、グラックスはそれに一人反論し、返還に異論はないがあれほど国家に尽くしたアシアティクスの投獄は許せないとし、彼の釈放を命じた。このグラックスの行動に人々は大変喜び、またアシアティクスの財産から横領の痕跡は見つからなかったという。この彼の勇気ある言動に対してスキピオは娘コルネリアとの婚姻を求めることで報いたが、コルネリアは当時は幼かったために実際の結婚生活はグラックスが40代中盤になってからであった。
紀元前183年、クィントゥス・ファビウス・ラベオ、ガイウス・アフラニウス・ステッリオと共に、サトゥルニアに植民市を建設する三人委員を務めた。
紀元前182年、アエディリス・クルリス（上級按察官）を務め、盛大な祝祭を行ったが、経費がかさみすぎたため、今後の経費に制限がかけられた。
紀元前180年、プラエトル（法務官）に選出され、ヒスパニア・キテリオル担当になったが、前任者クィントゥス・フルウィウス・フラックス_(紀元前179年の執政官)のローマ軍団を戻すことに反対、第一次ケルティベリア戦争を戦った。翌年もプロプラエトルとして兵を率い、大きな勝利を得てケルティベリア人と条約を結んだ。次の年、彼らを降伏させてローマ市へ戻り、凱旋式を挙行した。シケリアのディオドロスは、この時既に同年代では知性でも勇気でも抜きん出た存在として有名だったとしている。
紀元前177年、ガイウス・クラウディウス・プルケルと共に執政官を務め、サルディニア属州の反乱に対処するために出征した。翌年、プロコンスル（前執政官）として反乱を完全に鎮圧し、紀元前175年にローマ市へ戻り、2度目の凱旋式を挙行した。
紀元前169年、執政官時代の同僚クラウディウス・プルケルと共にケンソル（監察官）に選出され、マルクス・アエミリウス・レピドゥス (紀元前187年の執政官)をプリンケプス・セナトゥス（元老院第一人者）に指名、バシリカ・センプロニアを建設したが、元老院議員とエクィテス（騎士階級）を厳しく審査したため、同僚が訴えられ、グラックスの助力でなんとか無罪になった。ティトゥス・リウィウスによると、解放奴隷をどのトリブス（選挙区）に登録するかが問題となっていたが、プルケルと話し合い、都市トリブスの一つに全員登録することにしたため、元老院で二人に感謝する決議が行われたという。
紀元前165年、東方のペルガモン、カッパドキア、シュリア、ロドス島視察団の長となっている。ロドス島で行ったギリシア語の演説は、後のキケロの時代まで残っており、彼に雄弁家と評価されている。
紀元前163年、コンスルに再当選したが、同僚のマニウス・ユウェンティウス・タルナがコルシカ属州での反乱を鎮圧した後急死したため、翌年の執政官選挙を行った後コルシカとサルディニアに急行した。この選挙では義理の兄であるプブリウス・コルネリウス・スキピオ・ナシカ・コルクルムが執政官に選出され、翌紀元前162年、ナシカ・コルクルムはコルシカに出征するが、グラックスは選挙の時、立会人の急死にもかかわらず選挙を強行しており、その問題をアウグルたちに指摘されていた。彼は自身がアルグルであり執政官でもあったため激怒しその意見を退けたものの、この年サルディニアにいた彼は選挙前の占いや聖別にも問題があったことを認めたため、ナシカ・コルクルムらは辞任させられ、後任にプブリウス・コルネリウス・レントゥルス、グナエウス・ドミティウス・アヘノバルブスが選出された。ナシカ・コルクルムとは同じ大スキピオの娘を娶った間柄で、歴史家F・ミュンツァーは、後に彼らの息子たち（同名の息子ティベリウスとプブリウス・コルネリウス・スキピオ・ナシカ・セラピオ）が対立したことと無関係ではないだろうとする。
この年、ローマ市へ戻ると、ルキウス・コルネリウス・レントゥルス・ルプスらと共に、ローマ市から逃亡したデメトリオス1世ソテルの影響を調べるため、再度ギリシアへ派遣されている。
キケロは、国のために身を捧げた彼の美徳を高く評価している。紀元前154年に没するが、その時までにはグラックスはローマ社会を牽引する人材と見られていた。

## 家庭

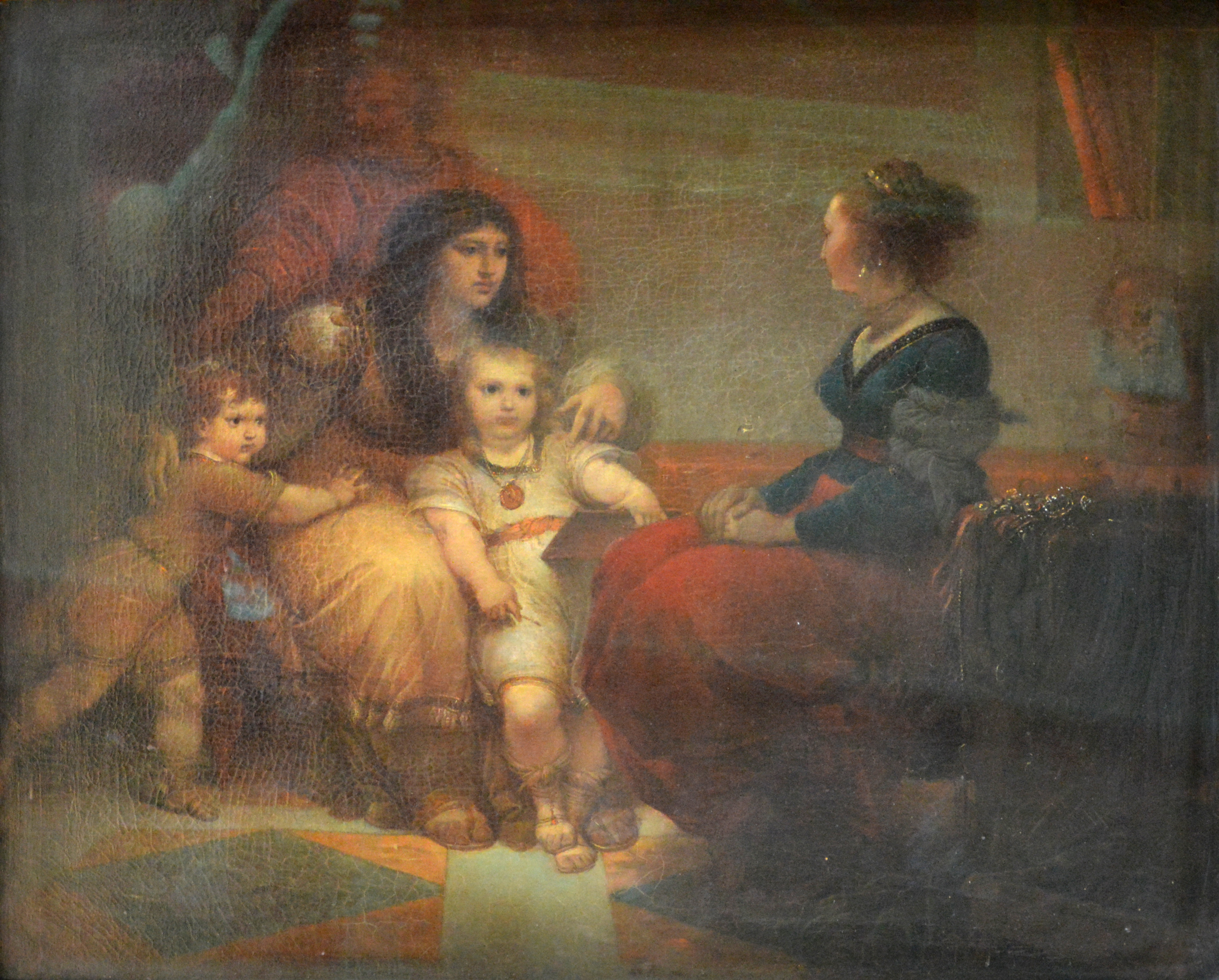
ジュゼッペ・カデス画、『グラックス兄弟の母コルネリア』（1776）

紀元前172年にグラックスはかねてから約束されていたスキピオ・アフリカヌスの娘コルネリアと結婚、彼女は18歳、グラックスは45歳ほどであった。このような年齢差があるにもかかわらず、結婚はとても幸せなものであったと言う。二人の間に12人の子供が生まれたが、息子のティベリウス、ガイウス、娘のセンプロニア（スキピオ・アエミリアヌスの妻）の3人だけが生き残った。グラックスは妻をことのほか深く愛した。また彼は彼女を妻として尊重して扱い、ローマ市民は自分達の尊敬するグラックスが丁重に接する妻コルネリアに一目を置いた。夫グラックスが没した時、妻コルネリアは再婚を拒み、息子たちの教育に残りの人生をかけたと言う。